# 緱氏縣
緱氏縣，中国古代的县。
缑氏县是春秋时期周侯氏邑，秦朝置缑氏县，属三川郡，因山为名。治今河南省偃师市东南府店镇北二里。西汉缑氏县属河南郡。东汉光武帝建武元年（25年）改属河南尹，西晋属河南郡。北魏孝文帝太和十七年（493年）废緱氏縣，地入洛阳县。东魏孝静帝天平元年（534年）复置緱氏縣，属洛阳郡。寄治洛阳城（今河南洛阳市东北汉魏故城），此后治所屡有迁徙，东魏、北齐、北周属洛阳郡。北周武帝建德六年（577年）移治今偃师市缑氏镇北七里。隋文帝开皇四年（584年）移治今缑氏镇北十里，属洛州。开皇十六年（596年）废，隋炀帝大业元年（605年）复置，移治今缑氏镇东南十里。大业三年（607年）属河南郡。大业十年（614年）移治今缑氏镇西南三里。唐朝时属洛州，唐太宗貞觀十八年（644年）废。唐肃宗上元二年（761年）复置，移治今偃师市南缑氏镇，属河南府。北宋神宗熙宁八年（1075年）废緱氏縣为緱氏镇，入偃师县。